# George Gelaga King
George Gelaga King (* 29. Oktober 1932 in Zaire; † 5. April 2016 in London) war ein sierra-leonischer Rechtsanwalt, Richter und Botschafter. Zuletzt war er Richter am Sondergerichtshof für Sierra Leone.

## Leben
King wurde in Zaire als Sohn sierra-leonischer Eltern der kreolischen Volksgruppe geboren, die im damaligen Belgisch-Kongo siedelten. King besuchte anschließend die örtlichen Schulen in Freetown und die University of London.
King war Präsident des Berufungsgerichts von Sierra Leone und des Berufungsgerichts von Gambia. Von 1974 bis 1978 war er Botschafter Sierra Leones in Frankreich, Spanien, Portugal und der Schweiz und gleichzeitig Ständiger Vertreter Sierra Leones bei der UNESCO. Zwischen 1978 und 1980 war er Botschafter Sierra Leones und Ständiger Vertreter bei den Vereinten Nationen.
King lehrte von 1990 bis 2005 Rechtswissenschaften an der Sierra Leone Law School. Er war Vorsitzender des Sierra Leone Law Journal und des Gambian National Council for Law Reporting und Mitglied des Sierra Leone Council of Legal Education. Er war Fellow der Royal Society of Arts.
King war ab Dezember 2002 Richter am Sondergerichtshof für Sierra Leone, zusammen mit anderen Richtern wie John Bankole Thompson. Er war von 2006 bis 2008 Präsident des Internationalen Gerichtshofs in Den Haag und wurde für zwei Amtszeiten von jeweils einem Jahr gewählt. Die Richter des Berufungsgerichts wählten gleichzeitig mit Kings Wiederwahl auch den nigerianischen Richter Emmanuel Ayoola zum Vizepräsidenten. Er trat die Nachfolge von Richterin Renate Winter aus Österreich an.
Im September 2013 war King Vorsitzender Richter, als das Tribunal entschied, dass der liberianische Ex-Präsident Charles Taylor seine Berufung gegen eine Verurteilung wegen Kriegsverbrechen verloren hatte und stattdessen seine 50-jährige Haftstrafe wegen der Anstiftung von Rebellen in Sierra Leone zur Verstümmelung, Vergewaltigung und Ermordung von Opfern im Bürgerkrieg bestätigte.
Anschließend war er Mitglied der Richterliste des Sondergerichts für die Reststreitigkeiten. In Princeton wurde er von der Organisation African Student geehrt.

## Auszeichnungen und Ehrungen
- 2007: Order of the Republic of Sierra Leone, im Rang Grand Officer (GORSL)